# Avast Antivirus
Avast Antivirus – program antywirusowy, którego producentem jest czeska firma Avast Software, działająca od roku 1991. Pierwsza wersja programu została opublikowana w roku 1988. Dostępny jest w 43 wersjach językowych, w 186 krajach. Program dostępny jest w czterech wersjach: Free Antivirus, Pro Antivirus, Internet Security oraz Premier.

## Cechy

### Rdzeń programu
Rdzeń programu Avast cechuje dość wysoka skuteczność wykrywania wirusów oraz duża efektywność zwalczania koni trojańskich czy robaków. Jego działanie nie wpływa w zauważalny sposób na ogólną wydajność systemu operacyjnego. Rdzeń ma certyfikat ICSA. Wadą tego programu jest dość duża liczba i częstotliwość fałszywych alarmów (według AV-Comparatives.org).

### Heurystyka i aktualizacje
Począwszy od wersji 4, program wyposażono w heurystyczną analizę poczty. Zastosowanie tej technologii pozwala na wykrywanie nowych, nieznanych wirusów i robaków.
System automatycznych aktualizacji sprawia, że program samodzielnie sprawdza dostępność i pobiera aktualizacje. Wykrywa on też automatycznie aktywne połączenie z internetem. System jest przyrostowy. W praktyce oznacza to, że pobierane są tylko najbardziej aktualne składniki. Upraszcza to procedurę i skraca czas operacji do niezbędnego minimum.

### Skanowanie
Program skanuje pamięć operacyjną i dyski, monitoruje zawartość kodu stron WWW oraz połączenia komunikatorów i popularnych programów P2P. Pracuje z większością dostępnych programów pocztowych.
Silnik programu antywirusowego Avast w pełni obsługuje pliki skompresowane. Skanuje zawartość archiwów ARJ, ZIP, MIME (oraz wszystkich pochodnych), MAPI (pliki Outlook *.pst), DBX (archiwa wiadomości Outlook Express), RAR, TAR, GZIP, CAB, BZIP2, ZOO, ACE, ARC, LHA/LHX, TNEF (winmail.dat), CPIO, CHM, RPM, ISO, 7ZIP i SIS. Oprócz tego bez problemu radzi sobie z archiwami samorozpakowującymi się, takimi jak PKLite, Diet, UPX, ASPack, PeShield, FSG czy MEW.
W przypadku wolumenów NTFS, silnik Avast wykrywa też wirusy obecne w alternatywnych (wielokrotnych) strumieniach danych (ADS). W ten sposób ukryte szkodniki – niewidoczne dla innych narzędzi – można zlokalizować i usunąć.

### Kwarantanna
Jest to specjalny, wydzielony katalog do przechowywania zainfekowanych plików. Z umieszczonych tam plików można w ograniczonym zakresie korzystać bez obawy, że infekcja przedostanie się dalej. Avast może udostępnić pliki z kwarantanny w bezpieczny sposób, o ile będzie to możliwe (np. nowe sygnatury umożliwią usunięcie wirusa). Przeznaczeniem kwarantanny jest całkowita, kontrolowana izolacja zainfekowanych plików.

### Piaskownica
Odizolowane środowisko uruchamiające aplikacje pochodzące z niezaufanych źródeł, zapobiegając rozprzestrzenianiu się infekcji w systemie operacyjnym. Moduł automatycznie analizuje podejrzaną aplikację, po czym wystosowuje odpowiedni komunikat z uwzględnieniem jej stanu bezpieczeństwa, aczkolwiek użytkownik ma możliwość ręcznego uruchomienia aplikacji w piaskownicy.

## Interfejs
Interfejs użytkownika jest dostępny po uruchomieniu skanowania „na żądanie”. Wyświetlany jest ekran panelu sterowania. Pozwala on na określenie podstawowych parametrów i funkcji, uzyskanie dostępu do plików w kwarantannie, podgląd dziennika zdarzeń oraz na przeprowadzenie aktualizacji sygnatur wirusów. Interfejs poszerzony dostępny jest tylko w wersji Professional.
Program integruje się z powłoką systemu operacyjnego, co umożliwia dostęp do istotnych funkcji z poziomu systemowego menu kontekstowego.
W wersji linuksowej interfejs użytkownika wymaga bibliotek GTK+ 2.x. Jeśli takie nie są obecne w systemie, zostaną dodane podczas instalacji.
Charakterystyczną cechą programu jest system tzw. skórek umożliwiający zmianę wyglądu oraz tworzenie własnych kompozycji. Istnieje polska wersja językowa.

## Licencjonowanie
Avast w wersji Free Antivirus (dawniej Home Edition) przeznaczony jest do niekomercyjnego użytku własnego (oba warunki muszą być spełnione jednocześnie), umowa licencyjna wyklucza wszelkie inne zastosowania. Darmowa rejestracja ma na celu zawarcie umowy pomiędzy producentem a użytkownikiem. Rejestrując oprogramowanie, użytkownik oświadcza, że zapoznał się z jej postanowieniami i je zaakceptował.

## Kontrowersje
Według Motherboard i PCmag, Avast do roku 2020 miał zbierać historie przeglądania użytkowników i sprzedawać je firmom trzecim. Dane te, mimo anonimizacji, mogły być powiązane z prawdziwymi tożsamościami użytkowników antywirusa. Jedną z firm, którym sprzedawano dane, był Jumpshot, firmą, z którą współpracę zakończono po jej ujawnieniu. Dyrektor generalny Avastu, Ondřej Vlček, przeprosił wszystkich zainteresowanych.